# Жуматаев, Арген Абдыраимович
Арген Абдыраимович Жуматаев (род. 21 октября 1994) — казахстанский и киргизский футболист, опорный полузащитник клуба «Абдыш-Ата».

## Биография
Воспитанник футбольной школы алма-атинского «Кайрата». В молодёжной команде «Кайрата» в 2012—2014 годах сыграл 59 матчей и забил 7 голов в первенстве дублёров Казахстана. За основную команду своего клуба сыграл только один матч в чемпионате Казахстана — 9 марта 2013 года против «Жетысу».
В 2015 году играл в первой лиге за ЦСКА (Алма-Ата), сыграл 9 матчей. В ходе сезона получил травму, из-за которой пропустил следующий год.
В 2017 году перебрался в Кыргызстан, где выступал за клубы высшей лиги страны «Дордой» и «Алга». В составе «Дордоя» стал бронзовым призёром сезона 2017 года. В январе 2019 года перешёл в «Нефтчи» (Кочкор-Ата).
Выступал за юношескую (до 17 лет) сборную Казахстана.
Рост футболиста по одним источникам составляет 174—175 см, по другим — 193 см[уточнить].

## Достижения
- Финалист Кубка Кыргызстана: 2023